# 杨昌业
杨昌业（1907年6月17日—1998年6月7日），曾用名杨勤初，男，江苏无锡人，中华人民共和国农业气象学家、农业教育家。曾任中国气象学会理事、名誉理事。